# 암등

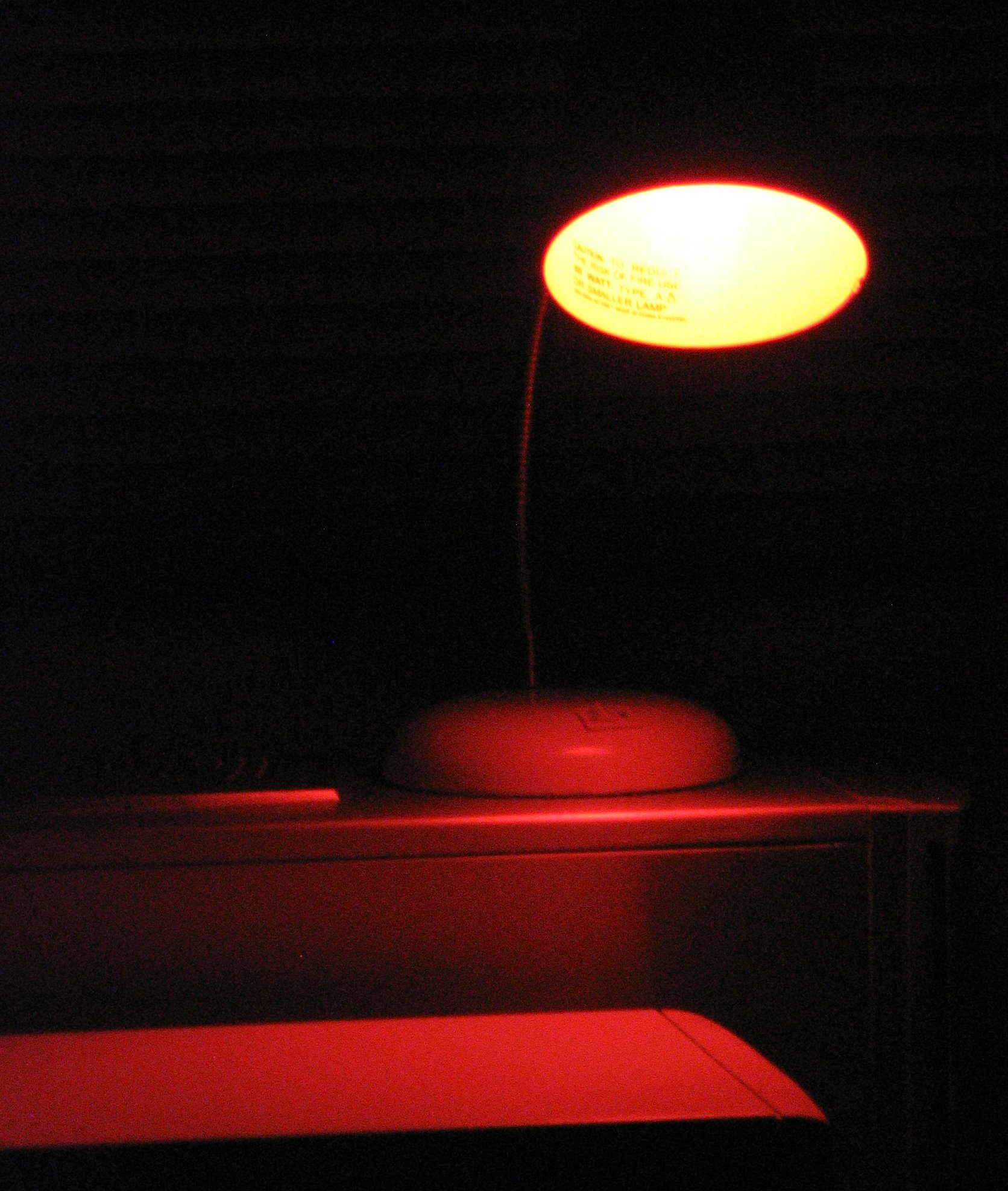
켜져 있는 암등

암등(暗燈, Safelight)은 암실에서 작업 대상에 영향을 미치지 않는 빛을 방출하면서 눈에는 보이는 파장 대역을 갖는 광원이다. 사진 인화작업에서 주로 사용한다.
일반적으로 사진 작업에서 쓰이는 암등은 흑백 필름을 인화하는 암실에서 사용하는 붉은색, 혹은 주황색의 광원이다. 이때 광원의 색상은 사용하는 인화지 제조사에서 설정해 놓은 색에 맞추어 사용한다. 대체로 백열전구 혹은 유사한 어두운 광원에 필요한 색의 필터를 장착하여 사용한다. 이는 강한 빛에 의하여 인화지 혹은 암실에서 사용하는 약품의 특성이 변화함을 막고, 필요시 필터를 바꾸어 색상을 바꿀 수 있기 때문이다.

## 같이 보기
- 현상 (사진술)
- 푸르키네 효과